# Кербалаи Алекпер Сафи
Кербалаи Мирза Алекпер Мешади Мухаммедхусейн оглы Сафи (азерб. Kərbəlayı Mirzə Ələkbər Məşədi Məhəmmədhüseyn oğlu Safi, 1840, Шуша, Шушинский уезд, Елизаветпольская губерния, Российская империя) — азербайджанский поэт XIX века, член литературного общества «Меджлиси-фарамушан».

## Биография
Кербалаи Мирза Алекпер родился в городе Шуша в 1840 году, однако родом из села Мердинли Джеваншир-Дизакского магала. Начальное образование получил от дяди. Он занимался ремеслами. Он также был поэтом и писал стихи под псевдонимом «Сафи». Также был членом литературного общества «Меджлиси-фарамушан». У Кербалаи было двое сыновей Али и Исмаил и дочь Сона.